# キルタンサス・エラタス

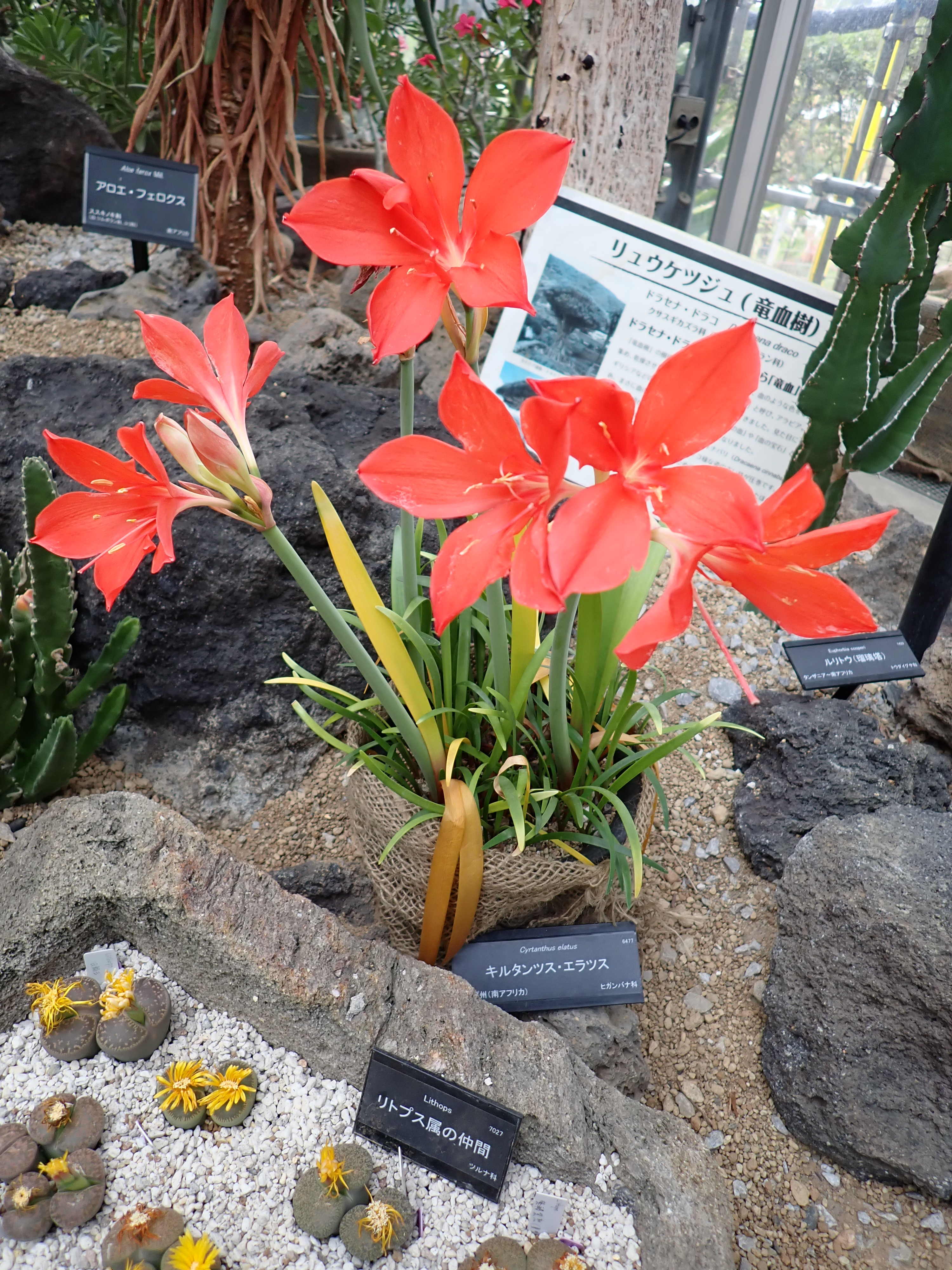
キルタンサス・エラタス（2024年11月 大阪市 咲くやこの花館）

キルタンサス・エラタス（学名：Cyrtanthus elatus）はヒガンバナ科キルタンサス属の鱗茎をもつ常緑性の球根植物。

## 特徴
花茎は高さ約60 cm。花は径9 cmに大きく広がり、桃～深紅または白色。開花期は夏。

## 分布と生育環境
南アフリカ共和国原産。涼しく湿った峡谷や森林の湿地に自生。

## 利用
春植え球根として利用。植え付け後の管理は小型のヒッペアストラム（アマリリス）に準じる。冬季の最低温度は5℃以上を保つ。
本種は、同属のキルタンサス・ファルカタスC. falcatus（春咲き種）とともにイギリスの王立園芸協会のガーデン・メリット賞を受賞している。